# Uraria acaulis
Uraria acaulis är en ärtväxtart som beskrevs av Anton Karl Schindler. Uraria acaulis ingår i släktet Uraria och familjen ärtväxter. Inga underarter finns listade i Catalogue of Life.